# Ann Devroy
Ann Mary Devroy (1948-1997) était une journaliste politique américaine. Elle a été correspondante à la Maison-Blanche pendant 15 ans, pour la Gannett Company, USA Today (1979–1985) et The Washington Post (1989–1997). 
Elle a couvert quatre présidences, celle de Jimmy Carter, Ronald Reagan, George H. W. Bush et Bill Clinton, et dix chefs d'état-major de la Maison-Blanche.

## Vie et carrière
Ann Mary Devroy est née le 9 octobre 1948 à Green Bay, Wisconsin. 
Alors qu'elle était étudiante en journalisme à l'université du Wisconsin à Eau Claire, elle a fait un stage au Milwaukee Journal et a travaillé comme reporter pour le Leader-Telegram d'Eau Claire. 
En 1970, après avoir obtenu son bachelier, Devroy a commencé à travailler pour le Courier News, un journal du New Jersey appartenant à Gannett. 
En 1977, elle a rejoint le bureau de Gannett à Washington. Elle a couvert le Congrès pendant deux ans avant de devenir correspondante à la Maison-Blanche de Gannett et de son tout nouveau journal national, le USA Today.
En 1985, Devroy a rejoint le Washington Post en tant que rédactrice en chef au bureau national - un travail qui lui permettra de passer plus de temps avec sa jeune fille. En tant que rédactrice en chef national adjointe, Devroy a dirigé la couverture de la campagne présidentielle de 1988 . 

En 1989, elle retourne à la couverture de la Maison-Blanche. Andrew Rosenthal du New York Times, qui était le principal compétiteur de Devroy, l'a décrite comme « la journaliste la plus effrayante et la plus généreuse que j'aie jamais connue. Elle vous botterait le cul 24 heures sur 24 ».
"On ne plaisante pas avec le Post.
Quand personne d'autre ne porte attention, nous y sommes."
 Devroy était une journaliste prolifique. Plus de 2 300 articles portant sa signature sont parus dans The Washington Post de 1989 à 1995.
Devroy ne faisait pas partie de la punditocratie de la télévision de Washington. Elle a fréquemment refusé des demandes d'apparition à la caméra comme participante à des panels de presse. Le 28 mars 1994, Devroy a fait une rare apparition à la télévision en tant qu'invitée de Tim Russert dans son émission sur CNBC.
Pour réduire les coûts, The Washington Post a lancé l'idée de mettre fin aux vols nolisés coûteux pour les événements présidentiels à l'extérieur de Washington, proposant à la place que ses journalistes voyagent en classe commerciale. Devroy a répondu de façon incendiaire que la décision à courte vue « diminue notre engagement envers la couverture de la Maison-Blanche... et érode une leçon que j'ai passé une carrière à inculquer dans chaque Maison-Blanche que j'ai couverte : « On ne plaisante pas avec The Washington Post. Quand personne ne porte attention, nous y sommes  » ».
« Ann Devroy a été la journaliste couvrant la Maison-Blanche la plus dure et la plus juste que je connaisse » a déclaré George Stephanopoulos, conseiller principal du président Clinton lors de son premier mandat. « Elle savait quand elle avait une histoire, et elle savait quand en tuer une. Elle avait une révérence pour la fonction de la présidence et le rôle que les journalistes jouent pour la garder honnête ».
En mai 1994, Devroy a reçu le septième prix annuel de la fondation Gerald R. Ford dans la catégorie reportage émérite sur la présidence pour ses articles sur la politique étrangère du président Clinton et pour ceux sur les efforts du président pour vendre son programme national, le record du vice-président Al Gore et une évaluation de l'ancien président George H. W. Bush,.
Devroy est décédée chez elle, à Washington, le 23 octobre 1997, à l'âge de 49 ans, d'un cancer de l'utérus. Le président Bill Clinton a publié une déclaration ce jour-là en apprenant sa mort : « Pendant plus d'une décennie, aucun journaliste n'a dominé, ni défini la couverture de presse de la Maison-Blanche avec le genre de compétence, d'analyse sagace et de grâce bourrue qu'Ann a apporté à ses reportages ».

## Leg d'Ann Devroy
Après la mort d'Ann Devroy, The Washington Post a créé une bourse de journalisme annuelle à l'université du Wisconsin – Eau Claire. Des conférenciers invités au Forum commémoratif Ann Devroy sont énumérés ci-dessous :
- 1998: David Broder
- 1999: David Maraniss
- 2000: Leonard Downie Jr.
- 2001: Gwen Ifill
- 2002: Karen DeYoung
- 2003: Lou Cannon
- 2004: Andrea Mitchell
- 2005: Mike McCurry
- 2006: Dana Milbank
- 2007: Robert G. Kaiser et Bob Woodward
- 2008: Dana Priest
- 2009: Dan Balz
- 2010: Helen Thomas
- 2011: E. J. Dionne
- 2012: Bob Edwards et Gene Weingarten
- 2013: Ruth Marcus
- 2014: Scott Wilson
- 2015: Al Kamen
- 2016: Terence Samuel
- 2017: Jenna Johnson
- 2018: Ashley Parker[14]
- 2019: Tracy Grant[15]

« Sa réputation en était une d'équité et d'exactitude, un don pour les reportages honnêtes et impartiaux et une recherche tenace de l'information », a écrit Martha J. Kumar dans The Harvard International Journal of Press / Politics. 
« Tant par intérêt que par style, Ann Devroy était parfaitement adaptée à la couverture de la Maison-Blanche. Devroy avait non seulement la persévérance nécessaire pour éplucher l'écorce de l'arbre publicitaire de la Maison-Blanche, mais elle possédait également un intérêt avide pour comprendre l'institution qu'elle couvrait, y compris les rythmes de ses opérations au fil du temps... Ann Devroy a établi un standard durable de la manière dont la Maison-Blanche devrait être couverte ».